# Stéphane Gisclard
Pour les articles homonymes, voir Gisclard.
Stéphane Gisclard, né en 1966 à Béziers, est un peintre français.

## Biographie
Stéphane Gisclard naît en 1966 à Béziers,,. Il est le fils du peintre Demianoff.
Il reçoit le Grand Prix du 36e Salon International d'Arts Plastiques de Béziers.
Avec une technique qui doit beaucoup au cubisme et à la simplification primitiviste, il présente ses sujets de prédilection, comme les femmes sur la plage ou les scènes de café, dans une atmosphère légèrement démodée.
Stéphane Gisclard vit et travaille dans le midi de la France.

## Expositions
- 2018 : Galerie Estades, Lyon[4].